# Plan Geithnera

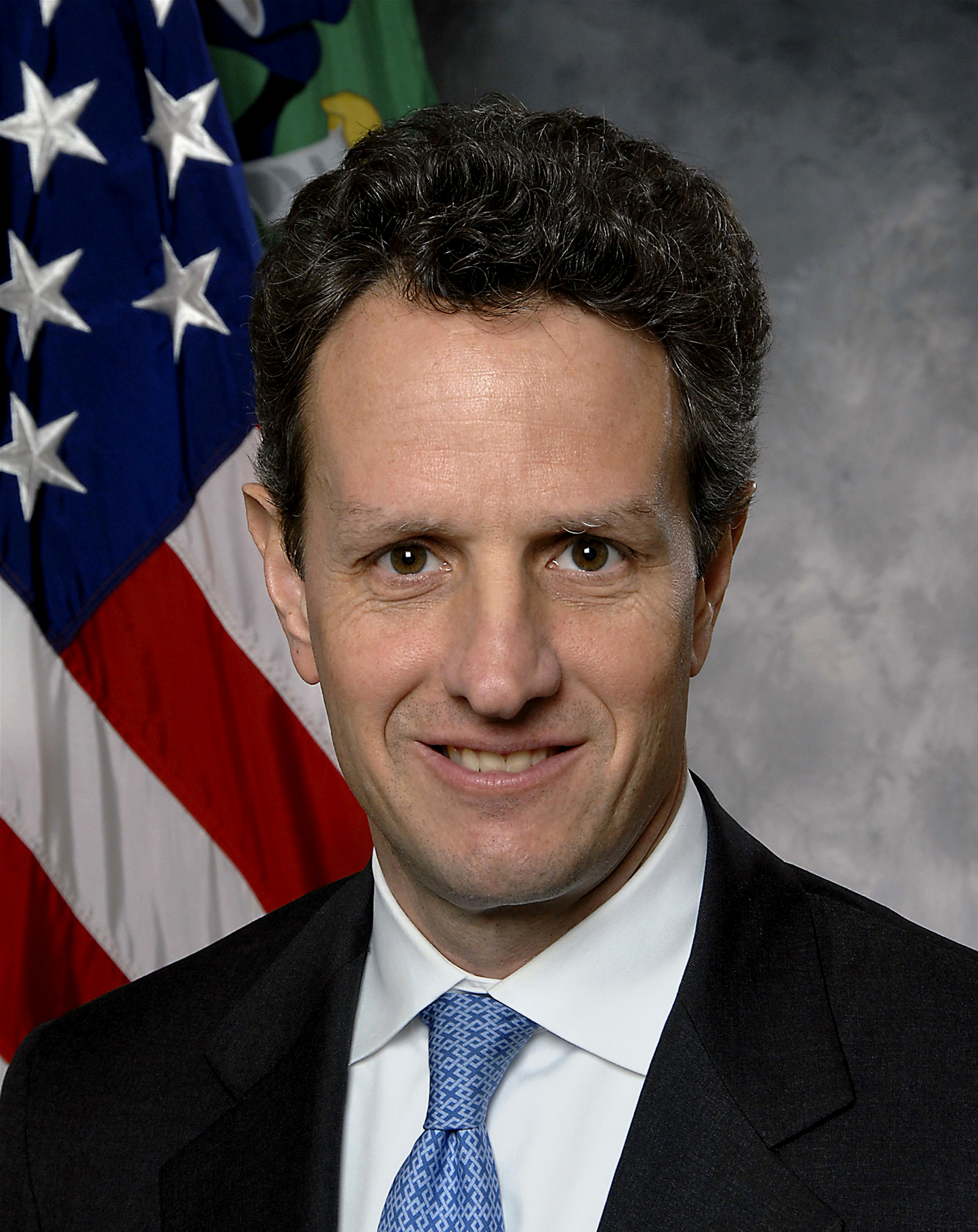
Timothy Geithner

Plan Geithnera – plan przedstawiony przez amerykańskiego ministra skarbu Timothy Geithnera polegający na poprawie sytuacji banków przez wykupienie ich toksycznych aktywów, opartych na niespłacalnych długach hipotecznych.